# Luna–18
A Luna–18 (oroszul: Луна–18) harmadik generációs szovjet E–8–5 típusú automatikus holdszonda. A Lavocskin vállalat fejlesztette és építette.

## Küldetés
A program célja a Hold megközelítése, automatikus leszállás a felszínére, mintavétel és a Hold elhagyása, majd visszatérés a Földre.

## Jellemzői
Az NPO Lavocskin tervezte és gyártotta. Felépítése és szerkezete megegyezett a Luna–16 űrszondáéval.
1971. szeptember 2-án a Bajkonuri űrrepülőtér 81. sz. indítóállásából egy DM rakéta végfokozattal ellátott Proton–K (8K78K) hordozórakétával állították Föld körüli parkolópályára. Az orbitális egység pályája 88,6 perces, 51,6 fokos hajlásszögű, elliptikus pálya adatai: perigeuma 193 kilométer, apogeuma 227 kilométer volt. Az utolsó fokozat hajtóművének újraindításával segítették elérni a szökési sebességet. Három ponton stabilizált (Föld-, Hold- és Nap-központú) űreszköz. A repülési idő 4,4 nap volt. Hasznos tömege 5600 kilogramm.
Szeptember 3-án az Azerbajdzsánban lévő Samahin Obszervatóriumból a 100 000 kilométeres távolsági méréseket végeztek.
Szeptember 4-én és szeptember 6-án pályakorrekciót végeztek.
Szeptember 7-én Hold körüli körpályára állították. Pályaadatok: 1 óra 52 perces keringési idő, 35 fokos hajlásszög, periszelénium (a Holdhoz legközelebb eső pontja, első forgásnál: 101 kilométer) és aposzelénium (a Holdtól legtávolabb eső pontja, első forgásnál 101 kilométer).
Szeptember 11-én 54 keringésig 85 rádiókapcsolatot létesített a földi központtal. Holdra szállási pályaadatok: 35 fokos hajlásszög, periszelénium (a Holdhoz legközelebb eső pontja, első forgásnál: 18 kilométer) és aposzelénium (a Holdtól legtávolabb eső pontja, első forgásnál 100 kilométer).
A Mare Foecundatis hegyes terepére történő érkezéskor valamilyen technikai ok, esetleg a bonyolult talajviszonyok miatt megszakadt vele a kapcsolat.
A leszállóegység részei a fékező-leszálló, az állványzat és a visszatérő egység. Minden egység energiaellátását kémiai akkumulátorok biztosították. A fékező-leszállóegység: üzemanyagtartályokból, fékező rakétahajtóműből, vezérlő-ellenőrző egységből, rádió adó-vevő berendezésből, antennából, állványzatból (lengéscsillapítókkal), stabilizáló egységből (giroszkóp), magasság- és sebesség-mérőből állt. Az állványzat biztosította az üreges mintavevő fúró stabilitását. Tetején egy nagy nyomásnak és hőnek ellenálló tartály volt elhelyezve, ide helyezte mintáit az automatika. A kapcsolatot 4 rúdantennán keresztül biztosították. A visszatérő egység hajtóanyagból és rakétahajtóműből, a hozzá tartozó rádió-adó berendezésből, vezérlő-ellenőrző egységből, korrekciós hideggáz-fúvókákból, stabilizáló (giroszkóp) egységből tevődött össze.